# سازمان جوانان حزب کارگر (نروژ)
سازمان جوانان حزب کارگر (نروژی: Arbeidernes Ungdomsfylking)، با حروف اختصاری: (AUF)، یک سازمان سیاسی جوانان نروژی است. این سازمان در سال ۱۹۲۷ میلادی، تأسیس شده‌است.
سازمان جوانان حزب کارگر (AUF)، یک تشکیلات مستقل سیاسی است؛ اما در واقع به مثابهٔ شاخهٔ جوانان حزب کارگر نروژ، عمل می‌کند. طبق گزارش خود این سازمان، در سال ۲۰۱۸م، شمار اعضای سازمان جوانان حزب کارگر (AUF)، بالغ بر ۱۴ هزار نفر بوده‌است. با این حساب این سازمان، بزرگترین تشکیلات سیاسی جوانان در نروژ است.
سازمان جوانان حزب کارگر (AUF)، یکی از مهمترین کانال‌های جذب نیرو، برای حزب کارگر است. همهٔ نخست وزیران حزب کارگر نروژ بعد از جنگ جهانی دوم، سابقهٔ عضویت در سازمان جوانان حزب کارگر (AUF)، داشته‌اند. همچنین همهٔ رهبران حزب کارگر، از سال ۱۹۱۸م، تا پیش از تصدی رهبری حزب، توسط یوناس گار استوره، در سال ۲۰۱۴ م، از میان اعضای سازمان جوانان حزب کارگر (AUF) نروژ انتخاب شده‌اند.
در عمل سازمان جوانان حزب کارگر (AUF)، به صورت یکی از عوامل و یک محرک گرایش بیشتر حزب کارگر به سیاست  چپ، بوده و عمل کرده‌است. این گرایش بیشتر در دههٔ اخیر در سیاست‌های دوستانهٔ پذیرش مهاجران و توجه بیشتر به حفظ محیط زیست و محدود سازی فعالیت نفتی، بازتاب یافته و قابل ردیابی است. 
همچنین سازمان جوانان حزب کارگر (AUF)، در مخالفت با عضویت نروژ در اتحادیه اروپا تلاش کرده؛ و بر ارزش‌هایی نظیر جذب همه افراد در بافت اجتماعی، برابری نژادی و جنسی تأکید می‌کند.

سازمان جوانان حزب کارگر (AUF)، عضو اتحادیه بین‌المللی جوانان سوسیالیست و جوانان سوسیالیست اروپایی است و به علاوه در تشکیلات اخیر نقش ناظر دارد.

طبق رسم، سازمان جوانان حزب کارگر (AUF)، هر ساله
یک اردوی تابستانی برای اعضای تشکیلات، در جزیره ایتایا برگزار می‌کند. در ۲۲ ژوئیه سال ۲۰۱۱م، این اردوگاه، هدف بدترین تهاجم تروریستی در تاریخ معاصر نروژ، قرار گرفت و یک  راستگرای افراطی ۶۹ نفر، که اکثر آنها نوجوان بودند را قتل‌عام کرد.